# 존 브라이트 (성경학자)
존 브라이트 (John Bright, 1908년 9월 25 일 - 1995년 3월 26일)는 미국의 성서학자로서 2000년까지 4판을 출판한 《이스라엘의 역사》 (1959)를 포함한 여러 권의 저서를 저술했다. 그는 성경 특히 구약의 초기 책들의 신뢰성을 방어하기 위하여 고고학에 강조를 두었던 윌리엄 F. 올브라이트에 의해서 개척된 미국 성서비평학파와 깊게 연관되었다.

## 인물 정보
1908년 9월 25일 테네시주, 채터누가에서 태어난 프레스비테리안 칼리지에서 1928년 인문사회 학사 학위를 취득했다. 그는 1931년 유니온 장로교 신학교 (현 유니온 장로교 신학교)에서 신학 학사 학위를 받았고, 이어서 1933년에 신학 석사 학위를 받았다. 그의 학위논문 제목은 주요 선지자들에 대한 심리 연구였다. 1931년~1932년 겨울, 브라이트는 텔 베이트 미르심에서 진행된 고고학 발굴에 참여하여, 그의 멘토가 된 존스 홉킨스 대학교의 윌리엄 폭스웰 올브라이트를 만났다.
그는 또한 1935년 벧엘 발굴에도 참여했다. 같은 해 가을, 그는 존스 홉킨스 대학교에서 올브라이트 밑에서 공부했으나, 학비를 계속 낼 자금이 부족하여 중퇴했다. 그 후 노스캐롤라이나주, 더럼에 있는 제일 장로교회에서 잠시 부목사로 일했다. 그는 볼티모어에 있는 캐턴스빌 장로교회 목사로 재직하면서 존스 홉킨스 대학교에서 학업을 재개할 수 있었고, 1940년에 박사 학위를 마쳤다. 그의 학위논문 제목은 "다윗 왕 시대: 이스라엘 제도사 연구"였다. 그 후 그는 유니온 신학교로 돌아와 히브리어 및 구약 해석학의 사이러스 H. 매코믹(Cyrus H. McCormick) 석좌 교수로 임명되어 1975년 은퇴할 때까지 그 직책을 맡았다. 그는 1995년 3월 26일 리치먼드, 버지니아주에서 사망했다.

## 영향과 유산
브라이트의 저서 《이스라엘의 역사》는 1959년에 출판되었고, 1972년에 2판, 1981년에 3판이 출간되었다. 2판(1972년)에는 1968년에 출판된 텔 알리마흐의 아다드-니라리 3세 비석과 1962년에 출판된 메사드 하시비야후에서 발견된 히브리어 오스트라콘에 대한 새로운 정보가 포함되었다. 그의 3판(1981년)에는 처음 네 장에 대한 철저한 수정이 포함되었다. 브라이트는 새로운 데이터를 포함하면서도 "이스라엘 신앙의 핵심은 야훼와의 언약 관계에 있다"는 신학적 신념을 유지했다.
브라이트의 저서 4판(2000년)의 부록에서 윌리엄 P. 브라운은 3판 이후 역사 연구 분야의 일부 변화를 개괄했다. 브라운은 다음과 같이 적었다.
존 브라이트 학문의 원동력은 성경 학문의 성과를 교회와 일반 대중에게 전파하려는 그의 열망이었다는 점을 지적해야 한다. 그의 교과서 3판 출간 직후 진행된 인터뷰에서 브라이트는 자신의 작업에서 "탁월한 모티프"를 식별하는 것에 대해 다음과 같이 언급한다: "이 주제에 더 깊이 들어간 우리들은 우리가 아는 것을 교회에 유용한 형태로, 그리고 관심 있는 일반 대중에게 전달할 의무가 있다." (켄디그 B. 컬리, "존 브라이트와의 인터뷰: 왕국의 학자" [The Review of Books and Religion, 11/4 (1983), p.4].

## 출판 작품
- The Age of King David: A Study in the Institutional History of Israel (박사 학위논문 1940) (Union Seminary Review, 53 [1942] pp. 87–109).
- The Kingdom of God: The Biblical Concept and Its Meaning for the Church (New York/Nashville: 어빙돈 출판사, 1953)
- Early Israel in Recent History Writing (Westminster, 1956)
- A History of Israel (Westminster, 1959)
- Jeremiah: A Commentary (Anchor Bible 21: Garden City, New York: Doubleday, 1965).
- The Authority of the Old Testament (Baker, 1975)
- Covenant and Promise: The Prophetic Understanding of the Future in Pre-Exilic Israel (Philadelphia: Westminster, 1976).

## 같이 보기
- 성서고고학

### 참고 문헌
- Brown, William P. (2000a). 〈Appendix: An Update in the Search for Israel's History〉 (PDF). 《A History of Israel》. By Bright, John 4판. Louisville, Kentucky: Westminster John Knox Press. 465–485쪽. ISBN 978-0-664-22068-6. 2020년 6월 1일에 확인함.
- ———  (2000b). 〈Introduction to John Bright's A History of Israel〉 (PDF). 《A History of Israel》. By Bright, John 4판. Louisville, Kentucky: Westminster John Knox Press. 1–22쪽. ISBN 978-0-664-22068-6. 2020년 6월 1일에 확인함.
- ———  (2007). 〈Bright, John (1908–1995)〉.   McKim, Donald K. 《Dictionary of Major Biblical Interpreters》. Downers Grove, Illinois: InterVarsity Press. 223–226쪽. ISBN 978-0-8308-2927-9.